# Fred Spackman
Frederick George Spackman, detto Fred (Sandgate, 16 settembre 1878 – Bromley, 30 maggio 1942), è stato un calciatore britannico.
Partecipò ai Giochi olimpici di Parigi 1900, con l'Upton Park, nel torneo calcistico, riuscendo a vincere la medaglia d'oro. Nella partita contro la rappresentativa francese fu definito, da un giornale inglese dell'epoca, uno dei migliori in campo.